# Ricky Olson
Richard Allen Olson (Seattle, Washington; 1 de septiembre de 1988) es un guitarrista y bajista estadounidense más conocido como Ricky Horror o Ricky Olson, nacido el 1 de septiembre de 1988, guitarrista de la banda de metalcore Motionless In White.

## Biografía
Ricky Olson nació el 1 de septiembre de 1988 en Seattle, Washington, comenzó a tocar guitarra a los 12 años de edad, en su adolescencia empezó a tocar el bajo, a inicios de 2009, Olson se une como bajista a la banda de metalcore Motionless In White tras la salida de Frank Polumbo, en el año 2011, Ricky pasa a ser guitarrista rítmico tras la salida de TJ Bell, actualmente ha lanzado cuatro álbum de estudio con la banda.

## Carrera musical

### Inicios
Olson estuvo en varias bandas locales en algunas era el vocalista principal, principalmente tocaban covers de HIM y AFI ya que eran las bandas que inspiraron a Olson, no fue hasta que conoció a Chris Motionless el cual lo invitó a su banda a inicios del 2009.

### Motionless in White (2009-presente)
A inicios del 2009, Chris Motionless anuncia la salida del bajista Frank Polumbo tras el lanzamiento de su segundo E.P titulado "When Love Met Destruction" y anuncian que Ricky Olson será el nuevo bajista, en el año 2010 la banda lanza su primer álbum de estudio titulado "Creatures", en mayo de 2011 la banda anuncia la salida de TJ Bell debido a que este estaba cumpliendo giras con la banda Escape The Fate además afirman que él tenía un serio problema con las drogas.
En mayo de 2011, Horror pasó de ser bajista a ser guitarrista rítmico, en el año 2012 la banda lanza su segundo álbum titulado "Infamous, este cuenta con Ricky Olson como guitarrista rítmico, en el año 2014 lanzarían su tercer álbum "Reincarnate", la banda también tendrían giras importantes con grandes bandas, en el año 2017 lanzarían su cuarto álbum "Graveyard Shift.
En 2019 lanzan Disguise como quinto álbum de su carrera, contando con vocales de Olson en ciertas canciones así como en Undead Ahead 2 en donde se puede apreciar su voz en la parte final. Y finalmente el sexto álbum Scoring the End of the World fue lanzado en 2022.

## Vida personal
Ricky Olson en su adolescencia fue un apasionado por la música, inspirado por bandas como HIM y AFI. Formó una banda en donde fue el vocalista principal, banda caracterizada por ser del género screamo que más tarde dejó. Después de ello conoció a Chris Motionless por medio de internet y formaron una amistad, más tarde Chris quería que Olson formara parte de su banda.
Ha hablado sobre haber tenido una gran depresión antes de entrar en la banda, en donde habla sobre un intento de suicidio. El guitarrista también añade que después de entrar en la banda su vida dio un giro.
Disfruta de pintar, la fotografía y video, puedes ver su trabajo en su Instagram personal, también cuenta con una página de internet (www.rickyolson.net) 
El 14 de agosto de 2018 publicó su primer libro titulado "Gloom" del género ficción.
Actualmente tiene una relación con Jaime Levitski.
En diciembre del 2020 lanza su línea de ropa "Roze Supply" junto con su novia y amigos.

## Discografía
Motionless In White
- Creatures (2010)
- Infamous (2012)
- Reincarnate (2014)
- Graveyard Shift (2017)
- Disguise (2019)
- Scoring the End of the World (2022)

Sencillos
- «Underdog (Ricky Horror Remix)»
- «Eternally Yours (Ricky Horror Acoustic)»